# Xã La Prairie, Quận Spink, South Dakota
Xã La Prairie (tiếng Anh: La Prairie Township) là một xã thuộc quận Spink, tiểu bang Nam Dakota, Hoa Kỳ. Năm 2010, dân số của xã này là 40 người.